# Anax

En la mitología griega Anax, Ánax o Anacte (en griego antiguo Ἅναξ) era un autóctono y gigante, hijo de Gea, la Tierra, y padre a su vez de Asterio. Su leyenda se sitúa en Mileto, y también está relacionado con el héroe epónimo Mileto. Este gigante es mencionado tan solo dos veces en los textos de Pausanias:
«Delante de la ciudad de Mileto está la isla de Lade, y de ella están separados unos islotes; a uno lo llaman de Asterio, y dicen que Asterio está enterrado en él, y que Asterio es hijo de Ánax, y Ánax hijo de Gea. Pues bien, su cadáver no tiene menos de diez codos».
Y de nuevo:
«Los propios milesios dicen que su historia más remota es ésta: durante dos generaciones su tierra se llamó Anactoria y fueron reyes Anacte, que era autóctono, y Asterio, hijo de Anacte. Pero cuando arribó Mileto con una expedición de cretenses, el país cambió de nombre por Mileto y también la ciudad».